# Nhặng xanh
Nhặng xanh (Danh pháp khoa học: Lucilia sericata) hay còn được gọi là Ruồi nhặng hay còn gọi là lằn, nhặng xị, lằn xanh là một loài ruồi thường thấy trong họ Calliphoridae. Chúng thường tập trung ở khu vực nông thôn nhiều hơn so với ruồi nhà.

## Đặc điểm
Nhặng xanh dài khoảng 6 - 10mm, có thân màu xanh kim loại (xanh dương hay xanh lá cây), có màu xanh bạc hay màu xanh thẫm mắt màu đỏ, cánh trắng có đường vân màu đen, chúng thường đẻ trứng ở những khu vực dơ bẩn hoặc có mùi hôi tanh như: bãi rác, thịt thối rửa, các loài thủy sản, cá ở chợ.
Vòng đời của chúng thường kéo dài từ 9 – 21 ngày. Từ 5-7 ngày sau trứng nở thành nhộng và trong 1 tháng thì có khoảng 2 - 3 thế hệ được sinh ra. Loài nhặng khỏe và hoạt động trong khoảng nhiều km cách nơi sinh sản. Chúng hiện diện nhiều trong những tháng mùa hè ấm áp. Nhặng khá năng động và thường bị thu hút bởi ánh sáng. Chúng rất giỏi bu bám, bâu vào nguồn.

## Tập tính
Chúng cũng thường xuyên xuất hiện ở những khu vực ô nhiễm, đặc biệt là thường thấy với số lượng lớn gần các khu vực giết, mổ gia súc, các nhà máy chế biến thịt và các bãi rác. Mặc dù trứng thường xuyên được đẻ vào thịt hay xác động vật, nhưng chúng cũng có thể đẻ trứng lên các chất rau quả thối rữa khi không có thịt.
Chúng thường được tìm thấy ở những miếng thịt thừa hay các thùng rác ở nhà rác. ở các thành phố thì các thùng rác là những nguồn quan trọng nhất. Chỉ riêng các thùng rác sản sinh ra khoảng 30.000 con ruồi trong vòng một tuần. ấu trùng mới sinh ra chỉ sống một thời gian ngắn trên các chất mà trứng được đẻ lên, sau đó chúng sẽ chui xuống dưới ít thối rữa hơn. Khi trưởng thành, ấu trùng sẽ rời các chất thức ăn đó chui xuống đất và phát triển thành nhộng.

## Sinh sản
Nhặng có thể đẻ trên xác chuột hay xác chim trên tầng gác mái hay trong các khe rỗng của tường. Chúng thường đẻ ấu trùng dòi lên trên xác động vật đang phân hủy và phân động vật. Ấu trùng trưởng thành thường gây phiền toái cho con người khi chúng di chuyển từ nơi sinh đẻ đến nơi chúng chuyển sang giai đoạn nhộng. Người ta đã ghi nhận mật độ nhặng gia tăng đến 30.000 con chỉ trong một tuần tại nơi để các thùng rác. Khi đánh một con nhặng xanh thì từ bụng nó thường chui ra rất nhiều dòi. Nhặng xanh không đẻ trứng mà đẻ ra ấu trùng giòi, trong bụng một con nhặng mẹ thường có rất nhiều dòi.